# Coshocton
Coshocton er en amerikansk by og administrativt centrum i det amerikanske county Coshocton County, i staten Ohio. I 2000 havde byen et indbyggertal på 11.682.

## Ekstern henvisning
- Coshoctons hjemmeside Arkiveret 3. januar 2019 hos  Wayback Machine (engelsk)

40°16′04″N 81°51′24″V / 40.2678°N 81.8567°V